# Dusty Springfield
Mary Isobel Catherine Bernadette O'BrienOBE (Londres, 16 de abril de 1939 – Henley-on-Thames, 2 de março de 1999), conhecida profissionalmente como Dusty Springfield, foi uma cantora e produtora musical britânica de música pop e música soul.
Dusty Springfield foi eleita pela revista Rolling Stone uma das melhores vozes  de todos os tempos, estando na 35ª posição dos melhores cantores.
Em 8 de novembro de 2022 foi lançado um Doodle do Google sobre ela.

## Biografia
Após sair da escola em 1958, Dusty entrou para o grupo vocal Lana Sisters, onde permaneceu até 1960, ano em que formou o trio The Springfields com seu irmão Dion O'Brien e Tim Feild. Partiu em carreira solo em 1963, lançando o sucesso "I Only Want to Be With You", inspirada no estilo "Wall of Sound" de Phil Spector. Entre seus outros singles, destacam-se "Wishin' and Hopin'", "I Just Don't Know What to Do with Myself" (1964), "You Don't Have to Say You Love Me" (1966) e "Son of a Preacher Man" (1969).
Dusty trabalhou para tornar os artistas de soul music mais conhecidos no Reino Unido, desenvolvendo e apresentando em 1965 o programa The Sound of Motown, uma edição especial da série de TV Ready Steady Go com os melhores artistas da Motown Records.
Entre as cantoras da Invasão Britânica, Dusty foi a que obteve mais impacto no mercado norte-americano. De 1963 a 1970, emplacou 18 singles no "Hot 100" da Billboard, além de ter sido votada como "Melhor Cantora Britânica" pelos leitores da New Musical Express em 1964, 1965 e 1968.
Na década de 1980, gravou um dueto com o duo Pet Shop Boys, "What Have I Done to Deserve This?"
Continuou gravando até ser diagnosticada com câncer de mama em 1995. Morreu em 2 de março de 1999, na cidade de Henley-on-Thames, Inglaterra. Foi sepultada em St Mary the Virgin Churchyard, Henley-on-Thames, Oxfordshire na Inglaterra.

## Discografia

### Álbuns de estúdio
- 1964 A Girl Called Dusty
- 1965 Ev'rything's Coming Up Dusty
- 1967 Where Am I Going?
- 1968 Dusty... Definitely
- 1969 Dusty in Memphis
- 1970 A Brand New Me
- 1972 See All Her Faces
- 1973 Cameo
- 1974 Longing
- 1978 It Begins Again
- 1979 Living Without Your Love
- 1982 White Heat
- 1990 Reputation
- 1995 A Very Fine Love

### Coletâneas
- 1994 Goin' Back - The Very Best Of Dusty Springfield
- 1999 Dusty - The Very Best Of Dusty Springfield
- 2000 Simply Dusty